# Matt Henderson
Matthew Henderson (* 1. März 1974 in White Bear Lake, Minnesota) ist ein ehemaliger US-amerikanischer Eishockeyspieler, der unter anderem in der National Hockey League für die Nashville Predators und Chicago Blackhawks sowie in der Deutschen Eishockey Liga für die Iserlohn Roosters aktiv war.

## Karriere
Henderson begann seine Karriere 1992 in der United States Hockey League bei den St. Paul Vulcans. Nach zwei Jahren in der wichtigsten Juniorenliga der Vereinigten Staaten, begann er ein Studium an der University of North Dakota und spielte im Universitätsteam, den Fighting Sioux in der NCAA. In seinem dritten Jahr gewann er mit seinem Team die Meisterschaft und wurde zudem zum besten Spieler des Finalturniers gewählt.
Im Juli 1998 unterschrieb er als Free Agent bei den Nashville Predators seinen ersten Profivertrag. Henderson verbrachte den Großteil seiner Rookie-Saison im Farmteam der Predators, den Milwaukee Admirals aus der International Hockey League. Zweimal stand er auch im NHL-Kader, obwohl er nie von einem Team im NHL Entry Draft ausgewählt worden war. Nach der Saison wurde er zu den Philadelphia Flyers transferiert, im Gegenzug wechselte Paul Healey zu den Predators. In der Organisation der Flyers spielte er allerdings nur für die Philadelphia Phantoms in der American Hockey League sowie für die Trenton Titans in der East Coast Hockey League. Ab der Saison 2000/01 spielte er dann drei Jahre für das AHL-Team der Norfolk Admirals und kam in der Saison 2001/02 auf vier NHL-Spiele für die Chicago Blackhawks.
Anschließend erfolgte der Wechsel nach Europa zu den Iserlohn Roosters in die Deutsche Eishockey Liga. Nach der Saison 2003/04 beendete Henderson im Alter von 30 Jahren seine Profikarriere, um ein Berufsangebot außerhalb des Eishockeys anzunehmen.

## Erfolge und Auszeichnungen
- 1997 NCAA-Division-I-Championship mit University of North Dakota
- 1997 NCAA Championship Tournament MVP
- 1997 NCAA Championship All-Tournament Team
- 1998 WCHA Defensive Player of the Year

## Karrierestatistik
(Legende zur Spielerstatistik: Sp oder GP = absolvierte Spiele; T oder G = erzielte Tore; V oder A = erzielte Assists; Pkt oder Pts = erzielte Scorerpunkte; SM oder PIM = erhaltene Strafminuten; +/− = Plus/Minus-Bilanz; PP = erzielte Überzahltore; SH = erzielte Unterzahltore; GW = erzielte Siegtore; 1 Play-downs/Relegation; Kursiv: Statistik nicht vollständig)